# 監禁逃亡 地獄に咲いた女
『監禁逃亡 地獄に咲いた女』（かんきんとうぼう じごくにさいたおんな）は、1999年5月28日にセンプランニングから発売された羽田圭子主演のオリジナルビデオ。R15作品。『監禁逃亡』シリーズの第12弾。

## 出演
- 直子：羽田圭子
- ヤマノウチ建設 ナガイ淳(元自衛隊員)：長倉大介
- ヤマノウチ建設 ミウラ(淳の同僚、自衛隊時代からの先輩)：清水宏
- ユキエ(淳の妻、淳の勤務先の部長の娘)：中原翔子
- 谷本一
- アサクラの組員：浅野潤一郎
- キリュウ企画 アサクラ(ヤクザの組長)：須藤正裕

他

## スタッフ
- 監督：池田敏春
- 企画・製作：SEN PLANNING
- プロデューサー：黒須功
- 脚本：竹橋民也
- 撮影：田口晴久
- 照明：金子雅勇
- 録音：永口靖
- 美術：西村徹
- 編集：高木厚太郎
- キャスティング：綿引近人
- 制作担当：中村哲也
- 助監督：杉山順
- 音楽：中西龍夫
- 擬斗：村田誠司
- VE：岡本雅也、平金聡一郎
- 衣裳：宮田弘子、沢柳陽子、森田江美
- ヘア・メイク：国信幸子
- 特殊効果：長原佐恵子
- 音響効果：村山幸一
- スチール：加藤彰、澤田豊
- 車輌：サニー企画、LAカンパニー
- 製作進行：平原大志、石川伸彦、荻田吉信
- 発売・販売：SEN PLANNING
- 販売協力：ジャパンホームビデオ

## リリース
- VHS『監禁逃亡 地獄に咲いた女』1999年5月28日
- DVD『監禁逃亡 地獄に咲いた女』2020年10月30日